# شوجو ساكاي
شوجو ساكاي (باليابانية: 坂井 将吾) (مواليد 28 يناير 1988)، هو لاعب كرة قدم ياباني سابق كان يلعب كمهاجم.

## وصلات خارجية
- شوجو ساكاي على موقع رابطة كرة القدم اليابانية للمحترفين (اليابانية)
- شوجو ساكاي على موقع قاعدة بيانات كرة القدم.إي يو (الإنجليزية)
- شوجو ساكاي على موقع Soccerway.com (الإنجليزية)
- شوجو ساكاي على موقع عالم كرة القدم.نت (الإنجليزية)
- شوجو ساكاي على موقع كووورة